# Wydrino (Bieżanickoje)
Wydrino (ros. Выдрино) – wieś (ros. деревня, trb. dieriewnia) w zachodniej Rosji, w osiedlu wiejskim Bieżanickoje rejonu bieżanickiego w obwodzie pskowskim.

## Geografia
Miejscowość położona jest 38 km od centrum administracyjnego osiedla wiejskiego i całego rejonu (Bieżanice), 135 km od stolicy obwodu (Psków).

## Demografia
W 2010 r. miejscowość zamieszkiwała 1 osoba.